# Герб Петриківського району
Герб Петрикі́вського райо́ну затверджений 7 серпня 2013 рішенням № 166-17/V сесії Петриківської районної ради.

## Опис
Щит скошений зліва, на верхньому лазуровому полі перехрещені золотий пернач та срібна шабля вістрям униз, на нижньому зеленому полі золотий птах-Фенікс.

## Значення
Перехрещені пернач та шабля відображають історичне минуле Петриківського краю, що уособлюється постаттю останнього кошового отамана Запорозької Січі Петра Калнишевського, який, за історичними свідоцтвами, перевів сюди управління Протовчанської паланки Війська Запорозького, заснував церкву і надав вихідний поштовх розвитку селища Петриківки.
Фантастичний птах-Фенікс у поданому на гербі іконографічному вирішенні є характерним фрагментом петриківського розпису, унікального прояву українського народного мистецтва, відомого далеко за межами України. Фенікс є також символом неодноразового відродження Петриківського району. Зелений колір уособлює мальовничі ліси та діброви Приорілля, синій — води Дніпра та Орілі, золото — хліборобські лани Петриківщини, її багатство та славу.
Автор — А. І. Омельченко.
Комп'ютерна графіка — В. М. Напиткін.